# L'estructura de les revolucions científiques
L'estructura de les revolucions científiques (1962) és l'obra magna de Thomas Kuhn i un dels textos fonamentals de la filosofia de la ciència. En aquest llibre, es proposa un model explicatiu de la ciència, no pas com a acumulacions l'una sobre de l'altra, sinó com un paradigma dominant en cada època, de manera que es lliga la ciència al seu context històric. Kuhn aporta exemples concrets d'algunes disciplines per il·lustrar la seva teoria i divideix el procés general de canvi científic en tres fases: la creació de la ciència normal, la crisi del model i el canvi de paradigma final.

## La ciència normal
Quan s'inicia una nova disciplina, els científics treballen separadament oferint diversitat d'explicacions sobre el mateix fenomen. Posteriorment, arriben a idees comunes, que generalitzen en forma de lleis i una determinada cosmovisió; aleshores, s'estableix un model dominant per a la ciència particular, anomenada la ciència normal. Aquest model resol satisfactòriament la majoria de preguntes inicials plantejades i ofereix un seguit de mètodes i dades que es lliguen les unes amb les altres. Els seus partidaris creuen que les prediccions i troballes de la seva ciència són veritat, en el sentit de veritat com a coherència (encaixen dins el model general).
La tasca dels científics, doncs, és avançar resolent nous problemes usant les eines d'aquest paradigma, fent progressar la ciència amb un major coneixement de la realitat i el seu funcionament. Els resultats anòmals es tendeixen a considerar excepcions o temes encara no resolts per la manca de domini sobre la disciplina, però no qüestionen el paradigma de la ciència normal. El paradigma, de fet, orienta l'activitat científica en una direcció concreta d'avanç, la que confirma la idea marc i la fa arribar a una comprensió més profunda dels fenòmens estudiats, la que determina quins fenòmens són rellevants en un moment donat de la disciplina. Els grups de recerca treballen a partir dels resultats precedents, un cop validats per l'experimentació, establint hipòtesis amb la raó que permetin aquest progrés. Si les dades finals no corroboren la hipòtesi, aquesta s'abandona, segons les lleis fonamentals del mètode científic. Els especialistes de cada matèria són els que més controlen el paradigma i les seves sublleis.

## La crisi
A vegades, dins el paradigma, sorgeixen resultats anòmals que no poden titllar-se d'errors de mètode, sinó que la seva existència posa en qüestió el model teòric: alguns científics jutgen que les explicacions sobre un fenomen usuals no són veritat, entenent aquí veritat com a correspondència. Aquest sentit de la veritat permet qüestionar el model marc. Primerament, aquesta revolució és rebuda amb oposició per part dels científics de la disciplina, ja que obliga a abandonar certeses i explicacions que sí que funcionen. S'obre, llavors, una línia de recerca, titllada per Kuhn de ciència extraordinària, que conviu durant un temps amb la ciència normal com a model alternatiu o nou focus d'atenció de la disciplina (sovint, s'hi incorporen els problemes negligits com a menors pel paradigma dominant).
L'èxit de les recerques d'aquesta via alternativa posa en crisi el paradigma, que ja no apareix com a marc explicatiu fiable, sinó com un model dubtós, possible entre d'altres. Es produeix la divisió entre la comunitat científica.

## El canvi de paradigma
Si el model alternatiu es demostra que resol més problemes que l'anterior i que pot també donar raó dels fenòmens que l'altre explicava, es crea un nou paradigma o marc teòric que comença sent innovador i, amb el temps i els esforços en recerca, esdevé un nou moment de ciència normal, en un procés cíclic que descriu Kuhn fortament influït per la dialèctica de Hegel.
Les implicacions del canvi de paradigma són enormes perquè normalment significa un canvi en la visió del món que excedeix els límits de la mateixa disciplina (com es comprova amb les polèmiques religioses sorgides arran de l'evolució o el model heliocèntric, per exemple). El paradigma d'una ciència acaba contagiant els de les ciències veïnes, de manera que provoca crisis en diverses disciplines de manera simultània, donada la interdependència dels diferents camps del saber (il·lustrada amb diverses metàfores, una de les quals és l'arbre del coneixement, el darrer desenvolupament del qual es troba en l'obra de Gregg Henriques).
Els paradigmes són incommesurables entre si, és a dir, els problemes no poden ser explicats amb el mateix grau de satisfacció per dos models divergents, per això la fase de coexistència entre teories discordants és sempre temporal i els científics no poden adherir-se alhora a diversos models explicatius, ja que no tindrien un marc de validació per a la seva recerca (la resolució de problemes és per a Kuhn l'activitat principal dels científics i s'accepta el paradigma que en resol més).

## Llegat
Martin Seymour-Smith, entre d'altres, considera que aquesta obra és un dels cent llibres que més han influït en la història del pensament, en explicar de manera satisfactòria com avança la ciència (és a dir, ofereix un paradigma filosòfic). Una de les seves aportacions ha estat lligar els canvis a factors culturals i biològics, fent desaparèixer la divisió estricta entre ciència pura i les ciències socials, ja que situa cada paradigma com a dependent del seu context històric (fet que explica que determinades idees s'enunciïn en una època però triomfin com a model molt de temps després, com per exemple els debats sobre la forma de la Terra). Així, ha influït en autors postestructuralistes o en la filosofia crítica de Paul Feyerabend, entre d'altres.

## Crítiques
La majoria de crítiques se centren a denunciar que canvis dramàtics de paradigma són poc freqüents i que, en la majoria de casos, suposen simplement un pas més de la teoria anterior (idea de Toulmin i dels que defensen la revolució permanent de la ciència). També indiquen que els límits del paradigma són difusos i, per tant, no es pot parlar d'incommensurabilitat, donada la coexistència d'explicacions divergents en el mateix moment històric i donades les disputes i corrents ideològics de la ciència. A més a més, si fossin realment estancs, no es podrien aprofitar les dades obtingundes de paradigmes anteriors ni tan sols per refutar-les, cada cop caldria començar de zero la disciplina, fet que no s'hi dona.
Altres crítiques apunten que pressuposa una coherència total en la visió dels científics, que els faria canviar de paradigma automàticament segons les noves dades o incorporar-les a la seva vida quotidiana, mentre que, en la realitat, la persona és complexa i pot tenir contradiccions internes. Al mateix temps, el sistema de creences és difícilment objectivable en la seva totalitat com per a funcionar com a marc únic, hi ha un munt de pressupostos implícits, errors i prejudicis (el biaix cognitiu en analitzar les dades d'un experiment, per exemple) que poden fer barrejar els paradigmes.
Des de l'altre extrem, els defensors del positivisme afirmen que Kuhn lliga massa ciència i creences, oblidant el paper pretesament objectiu de la ciència i l'acusen de relativisme (en especial, en destaquen les crítiques de Karl Popper i Lakatos). El consens s'obté per les proves dels resultats, no per l'adherència irracional a un paradigma, com el mateix Kuhn suggereix en explicar les motivacions psicològiques, econòmiques i socials de determinats corrents històrics.
Per acabar, autors com Arun Bala critiquen l'eurocentrisme de Kuhn, que menysprea l'aportació oriental i imposa un model únic, globalitzat. Si no existissin diversos paradigmes coexistents, no es podria diferenciar entre la ciència de diferents cultures, com de fet succeeix, ni s'explicarien satisfactòriament les influències entre aquestes (ja que molts canvis no sorgeixen d'anomalies dins el paradigma normal sinó de visions externes).
Igualment és etnocèntric suposar que tota la ciència adopta el mateix mètode de refutació i comprovació empírica i que el que cau fora d'aquesta línia és acientífic o una fase precientífica. De fet, el mètode científic no deixa de ser un paradigma com un altre per a explicar com s'ha de fer recerca, però hi poden coexistir altres aproximacions, com defensen els humanistes.

## Edició en català
- Khun, Thomas. L'estructura de les revolucions científiques.  Santa Coloma de Queralt: Obrador Edèndum i Publicacions URV, 2008. ISBN 9788493443474. Arxivat 2010-09-21 a Wayback Machine. Introducció de John L. Heilbron i traducció de Josep Batalla.